# فلاديمير ريكوف
فلاديمير ريكوف (بالروسية: Рыков, Владимир Владимирович)‏ (13 نوفمبر 1987 بنوفوسيبيرسك في روسيا - ) هو لاعب كرة قدم روسي في مركز الدفاع. شارك مع منتخب روسيا الثاني لكرة القدم. أما مع النوادي، فقد لعب مع توربيدو موسكو وتوم تومسك ودينامو موسكو وسيبير نوفوسيبيريسك ونادي أورينبورغ ونادي فولغا نيجني نوفغورود وFC KAMAZ Naberezhnye Chelny ‏ وFC Smena Komsomolsk-na-Amure ‏ ونادي موردوفيا سارانسك وساتورن-2 لمنطقة موسكو ‏ ونادي سكا خاباروفسك.

## وصلات خارجية
- فلاديمير ريكوف على موقع قاعدة بيانات كرة القدم.إي يو (الإنجليزية)
- فلاديمير ريكوف على موقع Soccerway.com (الإنجليزية)
- فلاديمير ريكوف على موقع عالم كرة القدم.نت (الإنجليزية)